# Wahlen in Serbien
Die Republik Serbien ist seit 1990 eine parlamentarische Demokratie. Die Gesetzgebung geht vom Parlament (Народна скупштина/Narodna skupština) aus, daneben hat auch der Präsident (Председник/Predsednik) einige Befugnisse.

## Parlamentswahlen
Die 250 Abgeordneten des Einkammerparlaments (Narodna skupština Republike Srbije) werden alle vier Jahre gewählt.
- Parlamentswahl in Serbien 2003 am 28. Dezember 2003
- Parlamentswahl in Serbien 2007 am 21. Januar 2007
- Parlamentswahl in Serbien 2008 am 11. Mai 2008
- Parlamentswahl in Serbien 2012 am 6. Mai 2012
- Parlamentswahl in Serbien 2014 am 16. März 2014
- Parlamentswahl in Serbien 2016 am 24. April 2016
- Parlamentswahl in Serbien 2020 am 21. Juni 2020
- Parlamentswahl in Serbien 2022 am 3. April 2022
- Parlamentswahl in Serbien 2023 am 17. Dezember 2023

## Präsidentschaftswahlen
Der Präsident wird alle fünf Jahre gewählt.
- Präsidentschaftswahl in Serbien 2002 am 29. September 2002, Stichwahl 13. Oktober 2002
- Präsidentschaftswahl in Serbien 2003 am 16. November 2003
- Präsidentschaftswahl in Serbien 2004 am 13. Juni 2004, Stichwahl 27. Juni 2004
- Präsidentschaftswahl in Serbien 2008 am 20. Januar 2008, Stichwahl 3. Februar 2008
- Präsidentschaftswahl in Serbien 2012 am 6. Mai 2012, Stichwahl 20. Mai 2012
- Präsidentschaftswahl in Serbien 2017 am 2. April 2017, Stichwahl 16. April 2017
- Präsidentschaftswahl in Serbien 2022 am 3. April 2022

## Referenda
Am 28./29. Oktober 2006 wurde ein Referendum über die neue Verfassung abgehalten.

## Kommunalwahlen
Kommunalwahlen finden häufig zeitgleich mit landesweiten Wahlen statt.

## Wahlkommission
Die Zusammensetzung, Befugnisse und Aufgaben der Republikwahlkommission Serbiens (Републичка изборна комисија/Republička izborna komisija) sind in den Artikeln 28 bis 35 des Gesetzes über die Wahl von Volksabgeordneten geregelt.

### Zusammensetzung
Die ständige Besetzung der Kommission besteht aus einem Präsidenten und 16 anderen Mitgliedern, außerdem aus einem Sekretär und einem Statistik-Beauftragten, die kein Stimmrecht haben. Der Präsident und die Kommissionsmitglieder werden von Abgeordneten vorgeschlagen und vom Parlament für eine Dauer von vier Jahren ernannt. Für die Dauer von Wahlen wird die Kommission um einen Vertreter je zugelassener Wahlliste (Parteienliste) erweitert.
Der Präsident, die Kommissionsmitglieder und der Sekretär haben je einen Stellvertreter. Der Präsident und die Kommissionsmitglieder sowie ihre Stellvertreter müssen Juristen sein und dürfen nicht miteinander verwandt sein.

### Aufgaben
1. Gesetzeskonforme Durchführung von Wahlen
2. Technische Vorbereitung von Wahlen
3. Abgabe von Erläuterungen und Erklärungen über die Anwendung des Wahlgesetzes
4. Gestaltung von Wahlunterlagen
5. Entwurf von Formblättern und Regeln zur Durchführung von Wahlhandlungen
6. Auswahl eines Spezialsprays gemäß Artikel 68 Abs. 4 des Wahlgesetzes
7. Bekanntgabe der Zahl und Anschrift von Wahllokalen
8. Ernennung von Wählerkommissionen
9. Erstellung von Stimmzetteln, Abgleich mit dem Wahlregister, Übergabe der Stimmzettel an die Wählerkommissionen
10. Bestimmung von Wahlakten zur Übermittlung an die Kommission
11. Prüfung und Genehmigung von Parteienlisten
12. Bekanntgabe der Gesamtparteienliste
13. Aufbewahrung und Handhabung von Wahlunterlagen
14. Ermittlung und Bekanntgabe von Wahlergebnissen
15. Errechnung von Mandatszahlen für Parteienlisten
16. Berichterstattung an das Parlament über durchgeführte Wahlen
17. Übermittlung von Daten an Statistik- und Datenverarbeitungs-Ämter
18. Andere Aufgaben gemäß den Bestimmungen des Wahlgesetzes